# Liste der Nachlässe am UZH Archiv
Die Liste der Nachlässe am UZH Archiv enthält die am UZH Archiv vorhandenen schriftlichen Personennachlässe mit ihren Signaturen.
| Name                      | Geboren | Gestorben | Signatur/Link | Laufmeter | Files/Megabyte | Bemerkungen (Bestand) |
| ------------------------- | ------- | --------- | ------------- | --------- | -------------- | --- |
| Akert, Konrad             | 1919    | 2015      | (UAZ) PA.053  | 0.20      |                | Manuskripte, Notizen, Korrespondenz (u. a. mit Walter Rudolf Hess) (1942–1988) |
| Amonn, Alfred             | 1883    | 1962      | (UAZ) PA.005  | 0.01      |                | Korrespondenz (1917–1956) |
| Bachmann, Gottlieb        | 1874    | 1947      | (UAZ) PA.047  | 0.20      |                | Korrespondenz, Lebensdokumente (1895–1917) |
| Bandle, Oskar             | 1926    | 2009      | (UAZ) PA.011  | 10.00     |                | Manuskripte, Vorlesungsentwürfe, Korrespondenz, Lebensdokumente (1937–2009) |
| Boesch, Hans              | 1911    | 1978      | (UAZ) PA.052  | 1.10      |                | Manuskripte, Vorlesungsentwürfe (1928–1978) |
| Deuchler, Martina         | 1935    |           | (UAZ) PA.067  | 1.80      |                | Lebensdokumente, Korrespondenz (1957–2020) |
| Dürr, Karl                | 1888    | 1970      | (UAZ) PA.046  | 1.80      |                | Manuskripte, Vorlesungsentwürfe, Korrespondenz (1929–1968) |
| Feine, Hans Erich         | 1890    | 1965      | (UAZ) PA.031  | 1.00      |                | Korrespondenz (1909–1960) |
| Fischer, Hanns            | 1935    | 2005      | (UAZ) PA.055  | 0.30      |                | Schriftenverzeichnis, Notizen, Vorlesungsskript (1960–2006) |
| Frei, Peter               | 1925    | 2010      | (UAZ) PA.037  | 7.60      |                | Manuskripte, Korrespondenz, Lebensdokumente (1929–2010) |
| Frey, Erwin R.            | 1906    | 1981      | (UAZ) PA.045  | 2.80      |                | Manuskripte, Korrespondenz, Lebensdokumente (1930–1975) |
| Fritzsche, Hans           | 1882    | 1972      | (UAZ) PA.042  | 2.80      |                | Korrespondenz, Lebensdokumente (1898–1972) |
| Fritzsche, Otto Fridolin  | 1812    | 1896      | (UAZ) PA.044  | 2.60      |                | Manuskripte, Korrespondenz, Lebensdokumente, Sammlungsgut (1733–1938) |
| Glaser, Elvira            | 1954    |           | (UAZ) PA.059  | 1.80      | 44 / 94.45     | Vorlesungsskripte, Handouts, Korrespondenz (1994–2018) |
| Goehrke, Carsten          | 1937    |           | (UAZ) PA.058  | 0.30      | 2 / 0.83       | Vorlesungsskripte, Dispositionen, Lebenslauf, Auszug aus den privaten Memoiren (1970–2020) |
| Grisebach, Eberhard       | 1880    | 1945      | (UAZ) PA.019  | 10.00     |                | Manuskripte, Korrespondenz, Lebensdokumente (1833–1945) |
| Haas, Alois Maria         | 1934    | 2025      | (UAZ) PA.063  | 3.00      | 36 / 50259.30  | Korrespondenz, Vorlesungen, Vorträge und Publikationen |
| Hafter, Ernst             | 1876    | 1949      | (UAZ) PA.041  | 1.30      |                | Korrespondenz, Manuskripte, Rechtsgutachten (1900–1948) |
| Hanselmann, Heinrich      | 1885    | 1960      | (UAZ) PA.065  | 0.80      | 1 / 0.83       | Korrespondenz und Unterlagen zum Kongress der Internationalen Gesellschaft für Sonderpädagogik, persönliche Unterlagen (Fotos, Korrespondenz, Tagebücher), Artikel und Aufsätze (Manuskripte) |
| Helfenstein, Ulrich       | 1925    | 2006      | (UAZ) PA.002  | 5.50      | 1 / 15.60      | Korrespondenz, Notizen, Lebensdokumente (1895–2006) |
| Herzog, Urs               | 1942    | 2015      | (UAZ) PA.036  | 1.80      |                | Manuskripte, Verlagskorrespondenz, wissenschaftliche Arbeitsmaterialien (1962–2004) |
| Huber, Max Hans           | 1874    | 1960      | (UAZ) PA.004  | 0.01      |                | Korrespondenz (1928–1959) |
| Kuhn-Schnyder, Emil       | 1905    | 1994      | (UAZ) PA.009  | 0.03      |                | Korrespondenz, Notizen, Dokumentationsmaterial (1940–1995) |
| Kyburz-Graber, Regula     | 1950    |           | (UAZ) PA.066  |           | 132 / 109.68   | Bewerbungsunterlagen, Lebenslauf, Lehrveranstaltungen, Forschungsberichte, Referate (1990–2021)                                                                                               |
| Leuthardt, Franz          | 1903    | 1985      | (UAZ) PA.048  | 0.10      |                | Manuskripte, Korrespondenz, Lebensdokumente (1928–1985) |
| Linke, Angelika           | 1954    |           | (UAZ) PA.060  | 1.30      | 3076 / 4947.38 | Vorlesungsskripte, Materialien zu Seminaren und Kolloquien (1984–2019) |
| Lüthi, Max                | 1909    | 1991      | (UAZ) PA.017  | 10.00     |                | Manuskripte, Korrespondenz, Lebensdokumente (1833–1974) |
| Meili, Friedrich          | 1848    | 1914      | (UAZ) PA.003  | 0.03      |                | Korrespondenz (1885–1906) |
| Meyer, Ernst              | 1898    | 1975      | (UAZ) PA.013  | 4.30      |                | Manuskripte, Vorlesungsentwürfe, Korrespondenz, Lebensdokumente, Dokumentationsmaterial (1905–1988)                                                                                           |
| Mohlberg, Leo Cunibert    | 1878    | 1963      | (UAZ) PA.006  | 0.01      |                | Korrespondenz (Briefe und Karten an Leo Weisz) (1942–1962) |
| Moor, Paul                | 1899    | 1977      | (UAZ) PA.034  | 4.80      |                | Manuskripte, Korrespondenz, Vorlesungsnachschriften, Belegexemplare eigener Publikationen (1914–1977)                                                                                         |
| Oelkers, Jürgen           | 1947    |           | (UAZ) PA.070  | 14.30     | 14 / 458.40    | Korrespondenz, Lehrunterlagen, Manuskripte, Vorträge, Notizen (1969–2012) |
| Peyer, Hans Conrad        | 1922    | 1994      | (UAZ) PA.057  | 0.90      |                | Vorlesungsskripte, Materialien zu Seminaren und Kolloquien (1954–1988) |
| Pfenninger, Hans Felix    | 1886    | 1969      | (UAZ) PA.021  | 3.00      |                | Manuskripte, Vorlesungsentwürfe, Korrespondenz, Lebensdokumente, Dokumentationsmaterial (1893–1980)                                                                                           |
| Rehbinder, Manfred        | 1935    |           | (UAZ) PA.061  | 7.00      |                | Korrespondenz, Lehrunterlagen, Unterlagen aus Tätigkeit in wissenschaftlichen Gesellschaften und Institutionen, persönliche Unterlagen (1958–2019)                                            |
| Sablonier, Roger          | 1941    | 2010      | (UAZ) PA.014  | 9.90      |                | Manuskripte, Vorlesungsentwürfe, Korrespondenz, Lebensdokumente (1952–2010) |
| Schwarz, Andreas Bertalan | 1886    | 1953      | (UAZ) PA.035  | 0.50      |                | Korrespondenz (1911–1955) |
| Silberschmidt, Max        | 1899    | 1989      | (UAZ) PA.026  | 1.80      |                | Manuskripte, Vorlesungsentwürfe, Dokumentationsmaterial (1914–1989) |
| Stern, Alfred             | 1846    | 1936      | (UAZ) PA.007  | 0.02      |                | Korrespondenz (1885–1886) |
| Stölzel, Adolf            | 1831    | 1919      | (UAZ) PA.008  | 0.06      |                | Korrespondenz (1841–1911) |
| Stolz, Fritz              | 1942    | 2001      | (UAZ) PA.062  | 1.50      | 678 / 153.53   | Unterlagen zum Werk, Lehrunterlagen, Predigten, Korrespondenz, Personalia (1955–2009) |
| Stutz, Ulrich             | 1868    | 1938      | (UAZ) PA.018  | 10.00     |                | Korrespondenz, Rechtsgutachten (1892–1938) |
| Thürer, Daniel            | 1945    |           | (UAZ) PA.040  | 3.70      |                | Manuskripte, Vorlesungsentwürfe, wissenschaftliche Korrespondenz (1948–2018) |
| Tuhr, Andreas von         | 1864    | 1925      | (UAZ) PA.010  | 0.50      |                | Korrespondenz, Notizen, Dokumentationsmaterial (1860–1996) |
| Usteri, Martin            | 1926    | 2015      | (UAZ) PA.032  | 6.60      |                | Rechtsgutachten, Manuskripte, Vorlesungsentwürfe, Korrespondenz, Lebensdokumente (1930–2012)                                                                                                  |
| Vetter, Theodor           | 1853    | 1922      | (UAZ) PA.043  | 5.00      |                | Korrespondenz und Materialien zum Lexikon-Projekt «Grundlagen für eine Biographie der Schweiz» (1914–1921)                                                                                    |
| Vogt, Emil                | 1906    | 1974      | (UAZ) PA.016  | 10.00     |                | Fund- und Grabungsdokumentationen, Manuskripte, Vorlesungsentwürfe, Korrespondenz, Lebensdokumente (1833–1974)                                                                                |
| Wagnière, Georges H.      | 1933    | 2013      | (UAZ) PA.030  | 8.00      | 213 / 35.90    | Manuskripte, Vorlesungsentwürfe, Korrespondenz, Lebensdokumente, Dokumentationsmaterial (1952–2014)                                                                                           |
| Zemp, Josef               | 1869    | 1942      | (UAZ) PA.049  | 0.30      |                | Manuskripte, Korrespondenz, Dokumentationsmaterial (1900–1942) |